# ハーフインターチェンジ
ハーフインターチェンジ (Half-interchange) は、構成道路間相互の出入りが部分的に限定されたインターチェンジを指す。省略してハーフインターともいう（なお、この限定がないものはフルインターチェンジ、またはフルインターと呼ばれる）。

## 概要
一般道路との連絡のために高速道路の途中に建設されるインターチェンジは、一般的には上り線出口・入口、下り線出口・入口の4つの出入口が考えられ、これらを全て満たすとフルインターチェンジとなるが、これらに対していずれかの出入口または複数の出入口を欠く場合にハーフインターチェンジ（ハーフIC）と呼ばれることになる。主に建設費用や立地条件等によりいずれかの通行のための施設が建設できない場合（主に市街地や地形の急峻な場所）や、特定の方面へ出入りする需要が見込まれない場合（主に末端部付近から末端部方面など）に設置される。
特に首都高速道路等の都市高速道路ではその多くがハーフICとなっている。さらに特異な例としては、首都高速2号目黒線は、そのICのすべてが都心方向のみ連絡のハーフICである。
複数のハーフICをセットとして、それらが互いに補い合って全体でひとつのフルICとして機能するように造られたハーフICも多い。並行道路が長距離にわたって存在する東京外環自動車道（国道298号が並行）・名古屋第二環状自動車道（国道302号が並行）・近畿自動車道（大阪府道2号大阪中央環状線が並行）では、複数のハーフICをセットとしている例がほとんどである。札樽自動車道の札幌北ICや東関東自動車道の湾岸習志野IC、湾岸千葉ICのように、近接したハーフICを組み合わせて名目上のフルICとする形態をなしているものもある。
山陽自動車道の山口南IC、東九州自動車道の大分光吉ICなどのように、建設した当初はハーフICでありながら、後にフルICとなった例も幾つかある。また九州自動車道の人吉ICなどのように、当初よりフルICで計画されていながら、連絡需要・土地条件・建設費用などの理由により、一部の出入口のみ先行して建設されたハーフICとして運用している・いた例もある。またICの工事により一時的にハーフICとして運用する場合もある。
厳密にいえば、起終点となるIC（東名高速道路の東京ICなど）もハーフICといえるが、これらがハーフICと扱われることは稀である。

### クォーターインターチェンジ
一般道からの入口が1つあるだけのIC、および一般道への出口が1つあるだけのICをクォーターインターチェンジという。この場合、入口だけを持つICを「○○入口」、出口だけを持つICを「○○出口」のように、「インターチェンジ」を省いて呼ぶことがある。例として、名寄美深道路の智恵文南入口や西湘バイパスの酒匂IC、鹿児島東西幹線道路の建部IC（いずれも上り線入口のみ）、首都高速5号池袋線の早稲田出口、中央自動車道の相模湖東出口（いずれも下り線出口のみ）などがある。

### スリークォーターインターチェンジ
一般道からの入口が1つ (1方面)、出口が2つ (2方面)の構成を持つICおよび逆の構成のICをスリークォーターインターチェンジという。ハーフICとして供用されたインターチェンジに出入口を追加してフルICを造成する過程で現れることが多い。例として、札樽自動車道の手稲IC（下り線出口なし）や京葉道路の船橋IC（上り線出口なし）が挙げられる。

## ハーフジャンクション
ジャンクション(JCT)においても、一般的には接続するすべての高速道路を相互連絡する「フルジャンクション（フルJCT）」構造が理想であるが、連絡需要・土地条件・建設費用などの理由により、一部のランプウェイが省略される場合がある。これをハーフICになぞらえてハーフジャンクション（ハーフJCT）と呼ぶことがある。例として東北自動車道の青森JCT、中国自動車道・阪神高速7号北神戸線の西宮山口JCTおよび九州自動車道の八代JCTが挙げられる。